# 约翰·霍勒切克
约翰·霍勒切克（德語：Johann Holetschek，1846年8月29日—1923年11月10日）是一名奥地利天文学家，以研究彗星而闻名。他出生于下奥地利州的图玛，就职于维也纳大学天文台。1923年在维也纳去世。      
月球上的霍勒谢克陨石坑就是以他的名字命名的。